# Powinnam?
Powinnam? – pierwszy singel Natalii Szroeder zapowiadający jej drugi album, wydany 16 marca 2021. Singel oprócz wersji digital download, ukazał się też na winylu. 
Utwór znalazł się na 20. miejscu listy AirPlay, najczęściej odtwarzanych utworów w polskich rozgłośniach radiowych, a w marcu 2022 osiągnął status platynowej płyty.

## Lista utworów
- Digital download

1. „Powinnam?” – 3:37

## Notowania

### Pozycje na listach airplay
| Kraj   | Lista (2021)      | Najwyższa pozycja |
| ------ | ----------------- | ----------------- |
| Polska | AirPlay – Top     | 20                |
| Polska | AirPlay – Nowości | 5                 |

### Listy przebojów
| Autor          | Notowanie (2021)            | Najwyższa pozycja |
| -------------- | --------------------------- | ----------------- |
| RMF FM         | POPlista                    | 2                 |
| Radio ZET      | Lista przebojów Radia ZET   | 2                 |
| Radio Wawa     | Lista Przebojów Top 13      | 2                 |
| Radio Szczecin | Szczecińska lista przebojów | 24                |